# 알도 세레나
알도 세레나(이탈리아어: Aldo Serena, 1960년 6월 25일 ~ )는 이탈리아의 은퇴한 축구 선수이자, 포지션은 스트라이커였다. 그는 지난 1990년 FIFA 월드컵 당시 우루과이와의 8강전에서 득점을 기록한 적이 있다.

## 경력
- 1984년 하계 올림픽 국가대표
- 1986년 FIFA 월드컵 국가대표
- 1990년 FIFA 월드컵 국가대표

## 수상
인테르나치오날레
- 1988-89 세리에 A 우승
- 1989년 수페르코파 이탈리아나 우승
- 1990-91 UEFA 컵 우승

 이탈리아
- 1990년 FIFA 월드컵 3위

개인
- 1988-89 세리에 A 득점왕